# 小行星3301
小行星3301（英語：3301 Jansje）是一颗围绕太阳公转的小行星。1978年2月6日，珀斯天文台首次发现了此天体。
这颗小行星的绝对星等为117.51976等。